# Haplochromis pseudopellegrini
Haplochromis pseudopellegrini är en fiskart som beskrevs av Greenwood, 1967. Haplochromis pseudopellegrini ingår i släktet Haplochromis och familjen Cichlidae. IUCN kategoriserar arten globalt som otillräckligt studerad. Inga underarter finns listade i Catalogue of Life.